# Enyingi járás
A Enyingi járás Fejér vármegyéhez tartozó járás Magyarországon, amely 2013-ban jött létre. Székhelye Enying. Területe 433,12 km², népessége 20 075 fő, népsűrűsége 46,35 fő/km². Egy város (Enying), két nagyközség és 6 község tartozik hozzá.
Az Enyingi járás a járások 1983-as megszüntetése előtt is létezett. Az 1950-es megyerendezés előtt Veszprém vármegyéhez tartozott, akkor csatolták Fejér megyéhez, és 1961-ben szűnt meg.
2015. január 1-ével megszűnt a Polgárdi járás. Ennek következtében 5 település a Székesfehérvári járáshoz, négy település (Lepsény, Kisláng, Mátyásdomb és Mezőszentgyörgy) az Enyingi járáshoz került.

## Települései
| Település       | Rang (2013. július 15.) | Kistérség (2013. jan. 1-ig) | Népesség (2012. január 1.) | Terület (km²) | Régi járás (2014. dec. 31-ig) |
| --------------- | ----------------------- | --------------------------- | -------------------------- | ------------- | ----------------------------- |
| Enying          | járásszékhely város     | Enyingi                     | 6 768                      | 82,78         | –                             |
| Lajoskomárom    | nagyközség              | Enyingi                     | 2 110                      | 75,67         | –                             |
| Lepsény         | nagyközség              | Enyingi                     | 3 029                      | 39,08         | Polgárdi                      |
| Dég             | község                  | Enyingi                     | 2 047                      | 46,86         | –                             |
| Kisláng         | község                  | Enyingi                     | 2 346                      | 53,06         | Polgárdi                      |
| Mátyásdomb      | község                  | Enyingi                     | 723                        | 35,39         | Polgárdi                      |
| Mezőkomárom     | község                  | Enyingi                     | 905                        | 29,05         | –                             |
| Mezőszentgyörgy | község                  | Enyingi                     | 1 309                      | 27,12         | Polgárdi                      |
| Szabadhídvég    | község                  | Enyingi                     | 838                        | 44,1          | –                             |